# Jean-Paul Belmondo

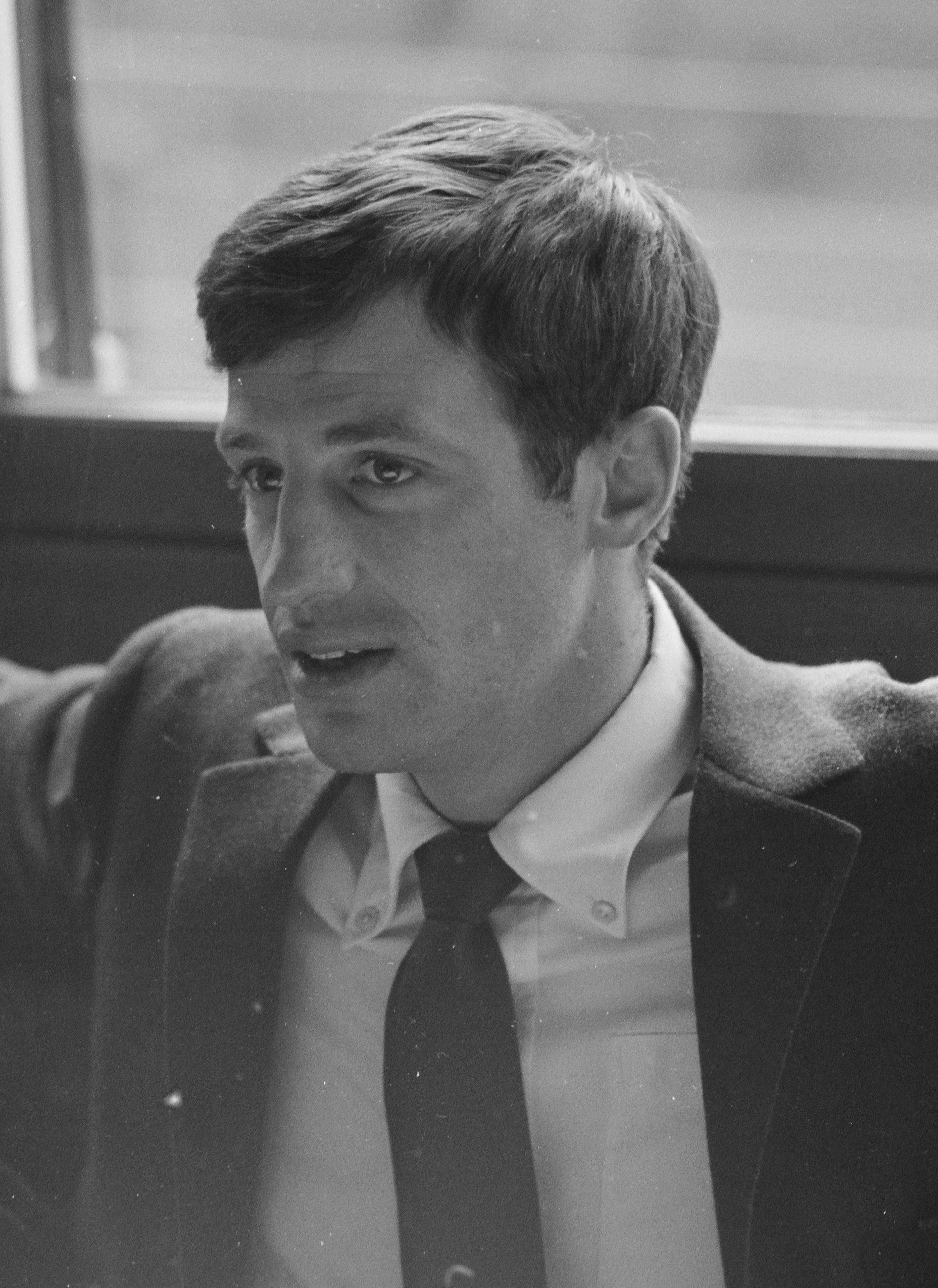
Jean-Paul Belmondo, 1962

Jean-Paul Belmondo [ʒɑ̃ˌpɔl bɛlmɔ̃ˈdo] (* 9. April 1933 in Neuilly-sur-Seine; † 6. September 2021 in Paris) war ein französischer Film- und Theaterschauspieler. Er wurde ab den späten 1950er Jahren zunächst als Darsteller innerhalb der Nouvelle Vague bekannt. Ab Mitte der 1960er Jahre war er zwei Jahrzehnte lang als Komödiant und agiler Held actionbetonter Filme einer der erfolgreichsten Stars des europäischen Kinos.

## Leben
Jean-Paul Belmondo wurde 1933 als Sohn des Pariser Bildhauers Paul Belmondo und der Kunstmalerin Sarah Rainaud-Richard (1901–1997) in Neuilly-sur-Seine geboren. Der Vater war im damals französischen Algier geboren worden; seine Vorfahren waren Einwanderer aus dem Piemont und Sizilien. Belmondos Vater war nach dem Ende des Ersten Weltkrieges nach Paris gekommen und zählte bekannte Autoren und Künstler wie Albert Camus zu seinen Freunden, die regelmäßig bei ihm zu Besuch waren. Jean-Paul hatte einen älteren Bruder, Alain, der ab den 1960er Jahren Produktionsmanager und ab den 1970er Jahren Produzent seiner Filme war. Jean-Pauls jüngere Schwester Muriel arbeitete als Tänzerin.
Belmondo hatte ein sehr gutes Verhältnis zu seinem Vater, der seine vielfältigen Talente stets förderte und ihn frühzeitig für Kunst und Kultur interessierte. Als Schüler galt Belmondo als schwierig und undiszipliniert, er musste mehrmals die Schule wechseln. Am Gymnasium begeisterte er sich für das Boxen und bestritt von seinem 13. Lebensjahr an mehrere Kämpfe. „Ich übte diesen Sport nie aus, um daraus einen Beruf zu machen. Es war für mich einfach ein Spiel, bei dem man viel zu zahlen hatte, um zu gewinnen.“ Mit 16 Jahren erkrankte Belmondo an Tuberkulose und wurde zur Genesung in die Auvergne geschickt. Dort machte er sich Gedanken über seine Zukunft und fasste den Entschluss, Schauspieler zu werden.
Ab den frühen 1950er Jahren betätigte sich Belmondo als Amateurschauspieler und trat beispielsweise auf einer Tournee durch Pariser Krankenhäuser auf. Sein Vater vermittelte den Kontakt zu André Brunot, einem Mitglied der Comédie-Française. Belmondo sprach dem erfahrenen Schauspieler vor und erhielt von ihm den freundschaftlichen Rat, auf keinen Fall eine Schauspielkarriere anzustreben, da ihm augenscheinlich das Talent dazu fehle. Belmondo gab aber nicht auf und bereitete sich sechs Monate lang auf die Aufnahmeprüfung am Pariser Konservatorium vor, wo er als Schauspielschüler aufgenommen wurde. Dort traf er junge Darsteller wie Jean Rochefort, Bruno Cremer, Annie Girardot, Jean-Claude Brialy und Jean-Pierre Marielle, die zu lebenslangen Freunden wurden und in seinen Filmen auftraten.
Belmondo arbeitete zunächst als schlecht bezahlter Tourneeschauspieler. Zwar galt er als talentiert, doch erschien eine Kinokarriere wegen seines Aussehens als unwahrscheinlich. Dazu meinte er später: „Ich dachte nie daran, eines Tages berühmt zu werden. Mit meinem Gesicht hatte ich nichts von einem Verführer an mir, und zu jener Zeit spielte das Äußere noch eine große Rolle.“ Belmondo absolvierte Probeaufnahmen für einige Filme wie Fahrstuhl zum Schafott, die Klassiker des französischen Kinos wurden, wurde aber nicht engagiert.
1957 drehte er seinen ersten Film. 1959 gelang ihm in der Hauptrolle von Außer Atem (Regie: Jean-Luc Godard) der Durchbruch zum Kinostar. Im selben Jahr heiratete er die Tänzerin Renée „Elodie“ Constant. Aus der Ehe, die 1965 geschieden wurde, gingen zwei Töchter und ein Sohn, Paul hervor, der in den 1980er und 1990er Jahren eine Karriere als Autorennfahrer verfolgte. Die älteste Tochter Patricia (1953–1993) starb bei einem Wohnungsbrand. Sein Enkel Victor Belmondo ist als Schauspieler tätig.

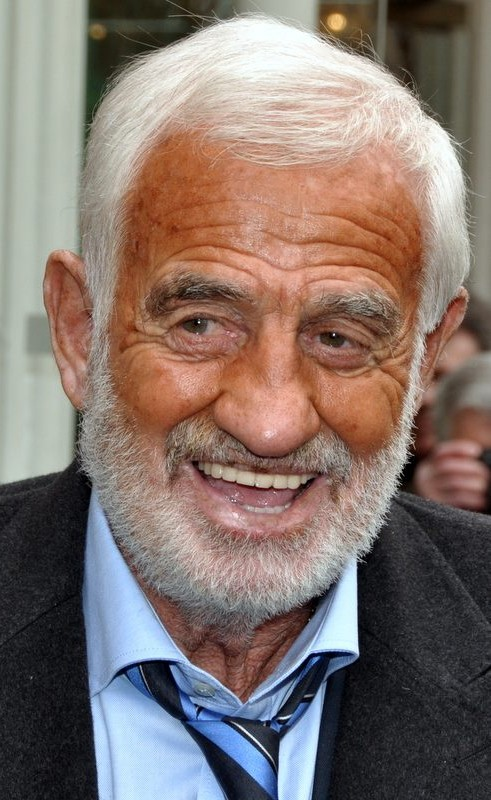
Jean-Paul Belmondo, 2013

Von 1963 bis 1966 war Belmondo Vorsitzender der Interessenvertretung der französischen Schauspieler. Von 1966 bis 1974 lebte er mit der Schauspielerin Ursula Andress zusammen. Im August 2001 erlitt er auf Korsika einen Schlaganfall und war seitdem gesundheitlich beeinträchtigt. 2002 heiratete er Nathalie „Natty“ Tardivel, mit der er eine 2003 geborene Tochter hat. Im September 2008 bestätigte der Schauspieler, dass die Ehe geschieden wurde.
2010 geriet Belmondo wegen seiner jungen Geliebten Barbara Gandolfi, der er eine größere Geldsumme überwiesen haben soll, in die Schlagzeilen. Sie soll das Geld an ihren Ex-Ehemann weitergeleitet haben, gegen den die Polizei wegen Geldwäsche und Zuhälterei ermittelte. Im Oktober 2012 wurde bekannt, dass Belmondo die Beziehung zu Gandolfi beendet hatte. 2016 wurde seine Autobiografie Mille vies valent mieux qu’une veröffentlicht, deren deutsche Übersetzung zwei Jahre später unter dem Titel Meine tausend Leben: die Autobiografie erschien.
Jean-Paul Belmondo starb im September 2021 im Alter von 88 Jahren in Paris. Die offizielle Trauerfeier im Rahmen einer Hommage national fand im Beisein des französischen Staatspräsidenten im Hof des Hôtel des Invalides statt. Am 10. September fand eine weitere Trauerfeier in der Kirche Saint-Germain-des-Prés im Beisein der Familie und Verwandten statt, auch Claude Lelouch sowie Alain und Anthony Delon waren anwesend. Belmondo wurde auf dem Cimetière Montparnasse im Grab seines Vaters beigesetzt. 2023 wurde im 16. Arrondissement in Paris die Promenade Jean-Paul Belmondo eingeweiht.

## Werk

### 1957 bis 1959
Jean-Paul Belmondos Filmkarriere begann 1957 mit dem Film À pied, à cheval et en voiture, in dem er nur in einer einzigen Szene zu sehen war. Auch in seinem zweiten Film Sei schön und halt den Mund (1958) hatte er lediglich den Status eines besseren Statisten.
1958 und 1959 trat er als Nebendarsteller in mehreren Filmen auf und spielte unter der Regie renommierter Regisseure wie Marcel Carné oder Marc Allégret. In Ein Engel auf Erden (1959) spielte er an der Seite von Romy Schneider. Die Filme, in denen Belmondo zu sehen war, zählten in der Regel zum konventionellen französischen Unterhaltungskino, das von den jungen Kritikern der einflussreichen Filmzeitschrift Cahiers du cinéma scharf angegriffen wurde, weil sie es als „blutleer und künstlerisch wertlos“ empfanden.
In den späten 1950er Jahren wechselten die wichtigsten Kritiker der Cahiers auf den Regiestuhl und begannen mit geringen Budgets ihre ersten Filme zu inszenieren. Es war der Beginn der Nouvelle Vague, die dem nationalen und internationalen Kino auf Jahre hinaus wichtige Impulse gab. Den typischen Studioproduktionen des etablierten Kinos, die als steril bezeichnet wurden, begegneten die Regisseure der Nouvelle Vague mit einer modernen und unkonventionellen Filmsprache. Belmondo arbeitete bis in die frühen 1970er Jahre regelmäßig für die wichtigsten Nouvelle-Vague-Regisseure Jean-Luc Godard, François Truffaut, Claude Chabrol, Louis Malle und Alain Resnais und wurde zum führenden Darsteller dieser Ära.
Zum bedeutendsten Film der Nouvelle Vague avancierte Godards Debütwerk Außer Atem. Der 29-jährige frühere Cahiers-Kritiker drehte diesen Schwarzweißfilm 1959 mit einem sehr geringen Budget in und um Paris. Er filmte mit einer wackligen Handkamera auf den Straßen, ließ Dialoge improvisieren und verwendete unkonventionelle Schnitttechniken. Hauptdarsteller war der 26-jährige Belmondo in der Rolle des Kleinganoven Michel Poiccard, der ziellos in den Tag hineinlebt, obwohl ihm nach einem Polizistenmord die Fahnder dicht auf den Fersen sind. Nachdem ihn seine Freundin Patricia (Jean Seberg) an die Polizei verraten hat, wird er auf offener Straße erschossen – findet aber noch die Zeit, zu Patricia den berühmten Schlusssatz zu sprechen: „Du bist wirklich zum Kotzen!“
Außer Atem wurde zu einem großen Kassenerfolg und zu einem Klassiker des internationalen Kinos. Die innovative Filmsprache Godards inspirierte junge Filmemacher weltweit, zum Beispiel die Regisseure des New Hollywood oder des Neuen Deutschen Films. Mit der Figur des Poiccard schuf Belmondo einen modernen Antihelden, dessen fatalistisch-zynische Grundhaltung bereits auf die 1960er Jahre verwies. Der Film etablierte Belmondo als ersten Protagonisten einer neuen Generation von Leinwandstars, die nicht mehr der Tradition des gutaussehenden Helden verpflichtet waren, sondern durch realitätsbezogene Darstellungen auffielen.
Belmondo wurde durch Außer Atem über Nacht zur Identifikationsfigur eines vorwiegend jungen Publikums, das sich in der von ihm dargestellten Figur wiederfand. Er spielte auch in anderen Filmen mit großer Sicherheit und Natürlichkeit die Rolle des rebellischen Außenseiters, der nur selten eine Regel akzeptiert. 1959 trat er an der Seite von Lino Ventura in Claude Sautets Gangsterfilm Der Panther wird gehetzt auf, der zu einem Klassiker des Genres wurde. Belmondo ist der beste Freund von Abel Davos (Ventura), einem zum Tode verurteilten Verbrecher, dessen Verhaftung er nicht verhindern kann. Der junge Schauspieler war hier erstmals gleichwertiger Partner eines führenden Kinostars. 1960 arbeitete Belmondo für den Liebesfilm Die Französin und die Liebe zum ersten Mal (noch in einer Nebenrolle) mit Henri Verneuil zusammen, unter dessen Regie er bis 1984 in vielen Kassenhits zu sehen war.

### 1960 bis 1964

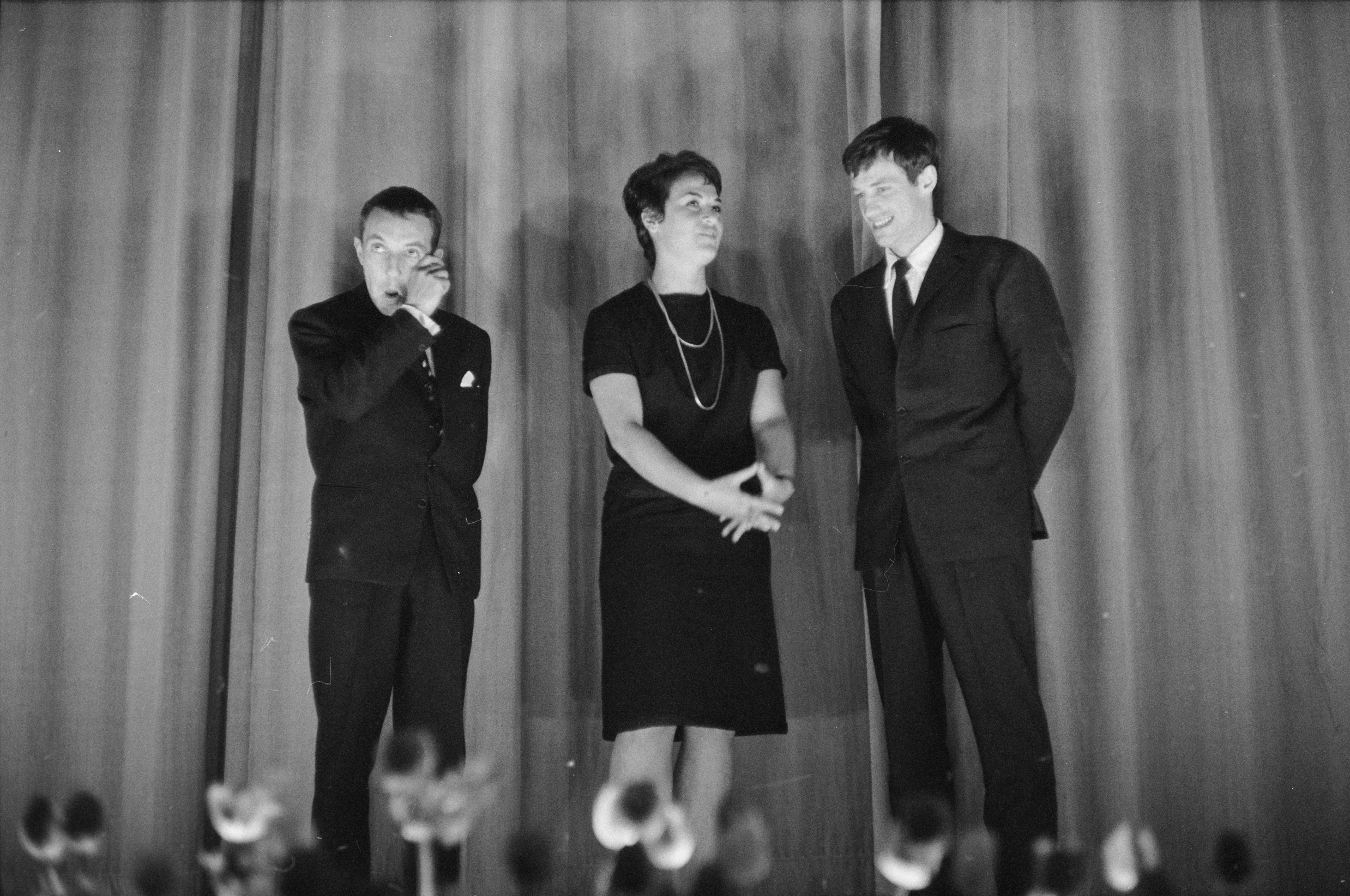
Jean-Paul Belmondo (rechts) und Philippe de Broca, 1962

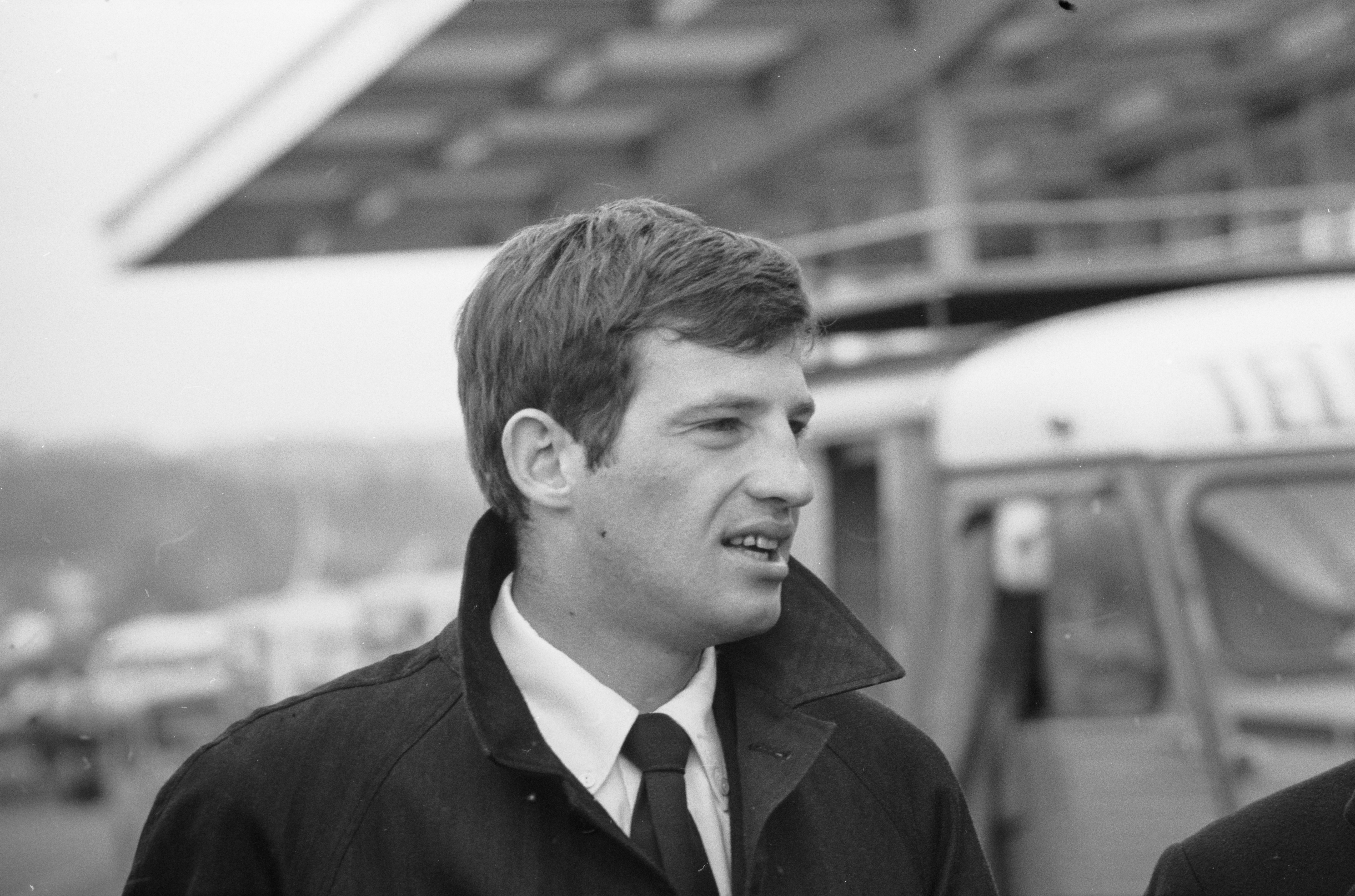
Jean-Paul Belmondo, 1962

Zwischen 1960 und 1964 war er in 28 Filmen zu sehen, profilierte sich als wandlungsfähiger Darsteller in allen Genres und wurde neben Alain Delon zum populärsten französischen Schauspieler seiner Generation. In Peter Brooks Film Moderato cantabile (1960), nach einem Roman von Marguerite Duras, trat Belmondo als Fabrikarbeiter auf, der eine Affäre mit einer gelangweilten Industriellengattin (Jeanne Moreau) beginnt. Während der Dreharbeiten wurde Belmondo zusammen mit Moreaus Sohn in einen schweren Autounfall verwickelt. Unter Star-Regisseur Vittorio De Sica spielte er 1960 neben Sophia Loren in Und dennoch leben sie, einem Drama aus dem Rom des Jahres 1943. Im selben Jahr war er an der Seite von Claudia Cardinale in Das Haus in der Via Roma zu sehen, einem romantischen Melodram im Florenz des 19. Jahrhunderts. 1961 spielte Belmondo zum zweiten Mal unter Godard und trat in Eine Frau ist eine Frau auf, einem Liebesfilm im Stil der Nouvelle Vague, der bei den Berliner Filmfestspielen ausgezeichnet wurde. In Eva und der Priester (1961) trat Belmondo – erstmals unter der Regie von Jean-Pierre Melville – in der ungewohnten Rolle eines Pfarrers zur Zeit der deutschen Besatzung Frankreichs auf, in den sich eine junge Frau verliebt. Melville zeigte sich von seinem Star begeistert: „Belmondo ist der außergewöhnlichste Schauspieler seiner Generation. Er kann einfach alles.“
1962 war Belmondo in dem Abenteuerfilm Cartouche, der Bandit unter der Regie von Philippe de Broca erstmals in der Rolle eines „charmanten Abenteurers“ zu sehen. Im vorrevolutionären Frankreich erleichtert er als Chef einer Diebesbande adlige Damen um ihren Schmuck, um ihn seiner Gefährtin Venus (Claudia Cardinale) zu schenken. In Ein Affe im Winter spielte er unter der Regie von Verneuil an der Seite von Jean Gabin, der sich als gelangweilter Hotelbesitzer mit dem jüngeren Belmondo anfreundet. In dem Gangsterfilm Der Teufel mit der weißen Weste trat Belmondo erneut unter Melville auf. Er inszenierte ihn 1962 auch in Die Millionen eines Gehetzten – Belmondo als Privatsekretär des alten Charles Vanel, der mit einem Geldkoffer durch die USA flüchtet. Beide Melville-Filme gelten als Klassiker des französischen Kinos. Unter Marcel Ophüls trat Belmondo 1963 in dem Film Heißes Pflaster auf. Als Ehemann von Cathy (Jeanne Moreau) übt er zusammen mit ihr Rache an denen, die ihren Vater ruiniert haben. Im selben Jahr spielte er unter der Regie von Verneuil und an der Seite von Lino Ventura in 100.000 Dollar in der Sonne einen Lastwagenfahrer in Nordafrika. 1964 trat er unter anderem in der Boulevardkomödie Jagd auf Männer (Regie: Edouard Molinaro) und dem Kriegsfilm Dünkirchen, 2. Juni 1940 (Regie: Henri Verneuil), einer Verfilmung von Robert Merles Roman Wochenend in Zuidcoote auf.
1964 gelang ihm mit Philippe de Brocas Abenteuer in Rio der endgültige Durchbruch zum internationalen Star. Der sehr erfolgreiche Abenteuerfilm zeigte Belmondo als jugendlichen Draufgänger, der in Frankreich und Brasilien in wilde Verfolgungsjagden verwickelt wird. Er gab dem Darsteller ausgiebig Gelegenheit, sich als Actionstar zu profilieren, der sich auch bei gefährlichen Stunts in der Regel nicht doubeln ließ (er turnt hier unter anderem über die Rohbauten von Brasília). Belmondo entsprach zwar rein äußerlich nicht dem klassischen Typus des Abenteuerhelden à la Errol Flynn. Dennoch wurde der durchtrainierte Schauspieler mit dem frechen Charme fortan in Action- und Abenteuerrollen sehr populär. Aufgrund dieser Popularität und des Typus, den Belmondo in dieser Zeit meist verkörperte, bekam Leutnant Blueberry, ein Comic-Held aus der Feder von Jean-Michel Charlier und Jean Giraud, der 1963 für die Zeitschrift Pilote entstand, Belmondos Gesichtszüge (da Blueberry anders als viele andere Comic-Helden im Verlauf der Serie deutlich altert, ging die Ähnlichkeit mit Belmondo in späteren Geschichten der Serie im Zuge dieses Alterungsprozesses verloren).

### 1965 bis 1969
In der zweiten Hälfte der 1960er Jahre drehte Belmondo elf Filme. In Godards surrealistischem Roadmovie Elf Uhr nachts (1965), einem Liebesfilm der Nouvelle Vague, fährt er als Ferdinand alias „Pierrot le Fou“ mit seiner Ex-Freundin Marianne Renoir (gespielt von der dänischen Schauspielerin und Sängerin Anna Karina) auf eine einsame Insel, um dort sein Glück zu finden. Als er begreift, dass sie ihn betrogen hat, sprengt er sich mit Dynamit in die Luft. Mit Die tollen Abenteuer des Monsieur L. (nach Jules Verne) versuchte Philippe de Broca 1965 mit einem noch größeren Aufwand an den Erfolg von Abenteuer in Rio anzuknüpfen. Der Film kam bei Kritik und Publikum aber nicht an. 1966 erschien Belmondo in Brennt Paris?, einem hochbudgetierten Filmepos mit vielen internationalen Stars, das die Ereignisse im Jahr 1944 kurz vor der Befreiung von Paris nachzeichnet.
Louis Malle inszenierte Belmondo 1967 in Der Dieb von Paris, in dem der Darsteller einen Sohn aus gutem Hause spielt, der aus Trotz zum Berufseinbrecher wird. In der kostspieligen James-Bond-Parodie Casino Royale (1967) hatte Belmondo einen kurzen Gastauftritt als französischer Legionär. 1968 spielte er, nachdem er von einer zweijährigen Weltreise zurückgekehrt war, in Robert Enricos Krimi Ho! einen Fahrer von Fluchtfahrzeugen. Regisseur Claude Lelouch, ein Spezialist für Melodramen, verwirklichte mit Belmondo 1969 Der Mann, der mir gefällt, in dem der Darsteller eine Affäre mit Annie Girardot beginnt. Der renommierte François Truffaut besetzte Belmondo im selben Jahr in dem Klassiker Das Geheimnis der falschen Braut, in dem er in der passiven, eher ungewohnten Rolle eines Mannes zu sehen ist, der sich aus Liebe von einer schönen Blondine (Catherine Deneuve) verraten lässt. Die 1960er Jahre endeten mit dem Kassenerfolg Das Superhirn (1969), einer mit großem Budget verfilmten Actionkomödie, in der Belmondo neben internationalen Stars wie David Niven und Eli Wallach als sympathischer Kleinganove zu sehen ist, der einen Eisenbahnraub durchführt.

### 1970 bis 1979
Borsalino, eine Gangstergeschichte aus dem Marseille der 1930er Jahre, vereinigte 1970 mit Alain Delon und Jean-Paul Belmondo die beiden größten französischen Stars dieser Ära. Der Film (Regie: Jacques Deray) wurde erwartungsgemäß zu einem Publikumserfolg (Belmondo musste allerdings einen Prozess anstrengen, weil Delon als Co-Produzent entgegen den Verträgen doppelt bezahlt worden war). Mit Jean-Paul Rappeneaus Musketier mit Hieb und Stich (1970) konnte sich der Darsteller acht Jahre nach Cartouche, der Bandit erneut als Mantel-und-Degen-Held profilieren und einen großen Kassenhit verbuchen. Als sehr erfolgreich erwies sich auch Henri Verneuils Actionthriller Der Coup (1971), in dem Belmondo neben Omar Sharif auftrat und mehrere gefährliche Stuntszenen absolvierte.
In Philippe Labros Der Erbe (1972) entlarvt Belmondo als Erbe eines Industrieimperiums die Verbrecher, die seinen Vater getötet haben. Claude Chabrols Doktor Popaul zeigte den Star 1972 in einer Gesellschaftssatire. Im selben Jahr war Belmondo auch an der Seite von Claudia Cardinale in dem Gangsterfilm Der Mann aus Marseille zu sehen. In der maßgeschneiderten Rolle eines charmanten Abenteurers konnte der Star 1973 in Le Magnifique (Regie: Phillipe de Broca) erneut einen großen Erfolg verbuchen: Belmondo trat hier als schüchterner Schriftsteller in Erscheinung, der sich in die von ihm verfassten Abenteuergeschichten halluziniert. Auf sehr viel weniger Publikumsresonanz stieß 1974 Alain Resnais’ ambitionierter Film Stavisky, der den Skandal um den gleichnamigen Betrüger nachzeichnet, der in den 1930er Jahren für Aufsehen gesorgt hatte.
Während Belmondo bis in die frühen 1970er Jahre eine Vielzahl unterschiedlichster Rollen übernommen hatte und unter der Regie französischer Spitzenregisseure aufgetreten war (Godard, Malle, Truffaut, Melville, Resnais, Chabrol), waren seine Filme ab Mitte der 1970er Jahre fast ausnahmslos auf sein Image als Komödiant und sportlicher Actionheld zugeschnitten und kommerziell ausgerichtet. Dies brachte dem Schauspieler, der bis Mitte der 1980er Jahre auch im deutschsprachigen Raum zu den populärsten Stars zählte, Kritik ein. Die entsprechenden Filme wurden häufig als formelhaft und uninspiriert bewertet.
Mit dem Actionthriller Angst über der Stadt, der deutlich von amerikanischen Polizeifilmen wie Dirty Harry inspiriert war, drehte Henri Verneuil 1975 einen seiner publikumswirksamsten und erfolgreichsten Filme. Als knallharter Kommissar Le Tellier jagt Belmondo einen Frauenmörder und absolviert auf den Dächern und U-Bahnen von Paris spektakuläre Stunts. Im Jahr darauf inszenierte Verneuil mit seinem langjährigen Hauptdarsteller den inhaltlich ambitionierten Film Der Körper meines Feindes, der ein kritisches Licht auf das Korrupte in den „besseren Kreisen“ wirft.
1975 war Belmondo als Verkleidungskünstler und charmanter Betrüger in Der Unverbesserliche von Phillipe de Broca zu sehen. Eine völlig gegensätzliche Rolle übernahm er 1976 in dem harten Thriller Der Greifer von Philippe Labro. Belmondo trat als Spezialagent Pilard in Erscheinung und jagte einen brutalen Raubmörder (gespielt von seinem ehemaligen Schauspielschulkameraden Bruno Cremer). 1977 war der Star erneut in der Rolle eines sportlich-charmanten Filous zu sehen und spielte an der Seite von Raquel Welch in Ein irrer Typ den Stuntman Mike, der als Double für den eitlen Superstar Bruno Ferrari engagiert wird – eine Doppelrolle. In dem Actionfilm Der Windhund (1979) trat er erneut als harter Kommissar in Erscheinung und räumte in bewährter Weise in der Unterwelt von Nizza auf. Der Windhund war der erste von vier Erfolgsfilmen, die der Star zusammen mit Regisseur Georges Lautner realisierte.

### Ab 1980

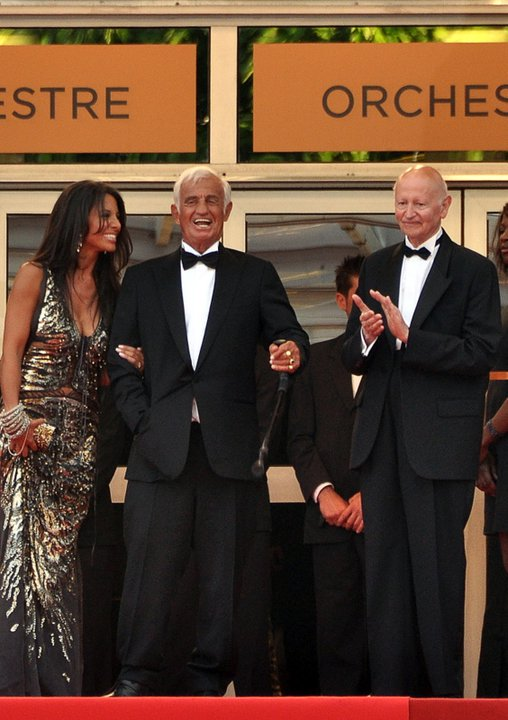
Jean-Paul Belmondo mit Lebensgefährtin Barbara Gandolfi und Gilles Jacob (rechts), 2011

Lautner inszenierte Belmondo 1980 in der Gaunerkomödie Der Puppenspieler und drehte 1981 den Actionthriller Der Profi, der zu einem der bekanntesten Filme des französischen Stars wurde. Als Spezialagent Beaumont, der von seinen eigenen Auftraggebern verraten wurde, startet Belmondo, nachdem er aus einem afrikanischen Straflager hatte fliehen können, einen Rachefeldzug in Paris (mit Robert Hossein als Gegenspieler). Komponist Ennio Morricone konnte mit seiner eingängigen Musik einen Hitparadenerfolg verbuchen.
In Das As der Asse (1982) von Gérard Oury wird Belmondo als Trainer der französischen Boxmannschaft während der Olympischen Spiele 1936 zum Beschützer eines jüdischen Jungen. 1983 trat er erneut als knallharter Kommissar vor die Kamera (Der Außenseiter, Regie: Jacques Deray). Im Jahr darauf drehte Belmondo mit Die Glorreichen, einer tumben Abenteuerkomödie vor dem Hintergrund des Zweiten Weltkriegs, seinen letzten Film mit Henri Verneuil. Die Mischung aus Gewalt und einfachen Sprüchen steht exemplarisch für Belmondos Schaffen seit Ende der 1970er Jahre. Auf Georges Lautners von der Kritik verrissene Komödie Fröhliche Ostern (1984, mit Sophie Marceau) folgte die in Kanada spielende Actionkomödie Der Boß von 1985, in der Belmondo einen trickreichen Bankräuber spielte. Bei den Dreharbeiten zu diesem Film trug der 52-jährige Star bei Aufnahmen zu einem Stunt eine Kopfverletzung davon und entschloss sich, seine Karriere als Actionstar zu beenden. Seine letzte Rolle in diesem Genre spielte er 1987 in Der Profi 2. Obwohl dieser Film in keinerlei Verbindung zum Original Der Profi stand, wurde er aus Marketinggründen in Deutschland als Fortsetzung vertrieben. Die Gewaltorgie Der Profi 2 konnte allerdings nicht an frühere Erfolge anknüpfen.
Belmondo trat ab den späten 1980er Jahren nur noch selten als Filmschauspieler auf, meist in seinem Alter angemessenen Charakterrollen. In den 1990er Jahren fanden seine Filme in der Regel keinen deutschen Verleih mehr. Auch die Actionkomödie Alle meine Väter (1998), in der Belmondo erneut mit Alain Delon auftrat, wurde nie in den deutschen Kinos gezeigt. Nach seinem Schlaganfall 2001 stand Belmondo jahrelang nicht mehr vor der Kamera. 2008 erschien sein letzter Film, Ein Mann und sein Hund. Bereits 1987 nahm Belmondo (ab 1992 im eigenen Théâtre des Variétés) seine Bühnenarbeit wieder auf – er spielte in Komödien, aber auch in klassischen Tragödien mit.
2010 würdigte die Los Angeles Film Critics Association Belmondo für sein Lebenswerk.
2011 wurde Belmondo auf den 64. Filmfestspielen von Cannes im Rahmen eines Galaabends gewürdigt. Einher ging diese Ehrung mit der Premiere von Vincent Perrots und Jeff Domenechs Dokumentarfilm Belmondo, Itinéraire … (englischsprachiger Titel: Belmondo, The Career).
Für das Jahr 2013 war die Produktion des Films Les Bandits manchots angekündigt, in dem der damals 80-jährige Belmondo unter der Regie von Claude Lelouch spielen sollte.
2014 drehte Belmondos Sohn Paul Eine Hommage an den Vater. Der Film wurde unter dem Titel Belmondo von Belmondo auf DVD veröffentlicht. In dem Spielfilm Nouvelle Vague (2025) über die Entstehung von Außer Atem wird Belmondo von Aubry Dullin gespielt.

### Deutsche Synchronisation
Belmondo wurde bis Mitte der 1970er Jahre hauptsächlich von Peer Schmidt und Klaus Kindler synchronisiert. Danach wurde Rainer Brandt zum Standardsynchronsprecher des Schauspielers. Brandt peppte Belmondos Auftreten mit dem für ihn üblichen Schnodderdeutsch auf („Gestatten Beaumont – Spionage und Schnauzenpolierer“ aus dem Film Der Profi).

## Filmografie
- 1956: Molière (Kurzfilm)
- 1957: À pied, à cheval et en voiture
- 1958: Sonntagsfreunde (Les Copains du dimanche)
- 1958: Sei schön und halt den Mund (Sois belle et tais-toi)
- 1958: Die sich selbst betrügen (Les Tricheurs)
- 1958: Leben und lieben lassen (Un drôle de dimanche)
- 1958: Der unfreiwillige Raketenflieger (À pied, à cheval et en spoutnik)
- 1959: Les trois mousquetaires (Fernsehfilm)
- 1959: Schritte ohne Spur (À double tour)
- 1959: Ein Engel auf Erden (Mademoiselle Ange)
- 1960: Außer Atem (A bout de souffle)
- 1960: Der Panther wird gehetzt (Classe tous risques)
- 1960: Stunden voller Zärtlichkeit (Moderato cantabile)
- 1960: Die Französin und die Liebe (La Française et l’Amour)
- 1960: Riskanter Zeitvertreib (Les Distractions)
- 1960: Charlotte und ihr Typ (Charlotte et son Jules)
- 1960: Die Nacht vor dem Gelübde (Lettere di una novizia)
- 1960: Und dennoch leben sie (La ciociara)
- 1960: Das Haus in der Via Roma (La viaccia)
- 1961: Eine Frau ist eine Frau (Une femme est une femme)
- 1961: Eva und der Priester (Léon Morin, prêtre)
- 1961: Galante Liebesgeschichten (Amours célèbres)
- 1961: Sie nannten ihn Rocca (Un nommé La Rocca)
- 1961: Riviera-Story
- 1962: Cartouche, der Bandit (Cartouche)
- 1962: Ein Affe im Winter (Un singe en hiver)
- 1962: Der Teufel mit der weißen Weste (Le Doulos)
- 1962: I Don Giovanni della Costa Azzurra
- 1963: Il giorno più corto
- 1963: Heißes Pflaster (Peau de banane)
- 1963: Verrückte Seefahrt (Mare matto)
- 1963: Die Millionen eines Gehetzten (L’Aîné des Ferchaux)
- 1963: Bonbons mit Pfeffer (Dragées au poivre)
- 1964: 100.000 Dollar in der Sonne (Cent mille dollars au soleil)
- 1964: Der Boss hat sich was ausgedacht (Echappement libre)
- 1964: Jagd auf Männer (La chasse à l’homme)
- 1964: Dünkirchen, 2. Juni 1940 (Week-end à Zuydcoote)
- 1964: Abenteuer in Rio (L’Homme de Rio)
- 1965: An einem heißen Sommermorgen (Par un beau matin d’été)
- 1965: Elf Uhr nachts (Pierrot le fou)
- 1965: Die tollen Abenteuer des Monsieur L. (Les Tribulations d’un Chinois en Chine)
- 1966: Geliebter Schuft (Tendre voyou)
- 1966: Brennt Paris? (Paris brûle-t-il?)
- 1967: Der Dieb von Paris (Le Voleur)
- 1967: Casino Royale
- 1968: Ho! Die Nummer eins bin ich (Ho!)
- 1969: Der Mann, der mir gefällt (Un homme qui me plaît)
- 1969: Dieu a choisi Paris
- 1969: Das Superhirn (Le Cerveau)
- 1969: Das Geheimnis der falschen Braut (La Sirène du Mississippi)
- 1970: Borsalino
- 1971: Musketier mit Hieb und Stich (Les Mariés de l’an II)
- 1971: Der Coup (Le Casse)
- 1972: Der Mann aus Marseille (La Scoumoune)
- 1972: Der Halunke (Docteur Popaul)
- 1973: Der Erbe (L’Héritier)
- 1973: Le Magnifique – ich bin der Größte (Le Magnifique)
- 1974: Stavisky
- 1975: Angst über der Stadt (Peur sur la ville)
- 1975: Der Unverbesserliche (L’Incorrigible)
- 1976: Der Greifer (L’Alpagueur)
- 1976: Der Körper meines Feindes (Le Corps de mon ennemi)
- 1977: Ein irrer Typ (L’Animal)
- 1979: Der Windhund (Flic ou voyou)
- 1980: Der Puppenspieler (Le guignolo)
- 1981: Der Profi (Le Professionnel)
- 1982: Das As der Asse (L’As des as)
- 1983: Der Außenseiter (Le Marginal)
- 1984: Die Glorreichen (Les Morfalous)
- 1984: Fröhliche Ostern (Joyeuses Pâques)
- 1985: Der Boß (Hold-Up)
- 1987: Der Profi 2 (Le Solitaire)
- 1988: Kean (Fernsehfilm)
- 1988: Der Löwe (Itinéraire d’un enfant gâté)
- 1992: Das unheimliche Haus (L’Inconnu dans la maison)
- 1995: Hundert und eine Nacht (Les Cent et une nuits)
- 1995: Les Misérables (Les Misérables du vingtième siècle)
- 1996: Désiré
- 1997: Ventura… dit Lino (Dokumentarfilm)
- 1997: La Puce à l’oreille (Fernsehfilm)
- 1998: Alle meine Väter (Une chance sur deux)
- 1999: Peut-être
- 2000: Actors (Les Acteurs)
- 2000: Amazon (Amazone)
- 2001: L’Aîné des Ferchaux (Fernsehfilm)
- 2008: Ein Mann und sein Hund (Un homme et son chien)
- 2014: Belmondo von Belmondo: Eine Hommage an den Vater

## Auszeichnungen

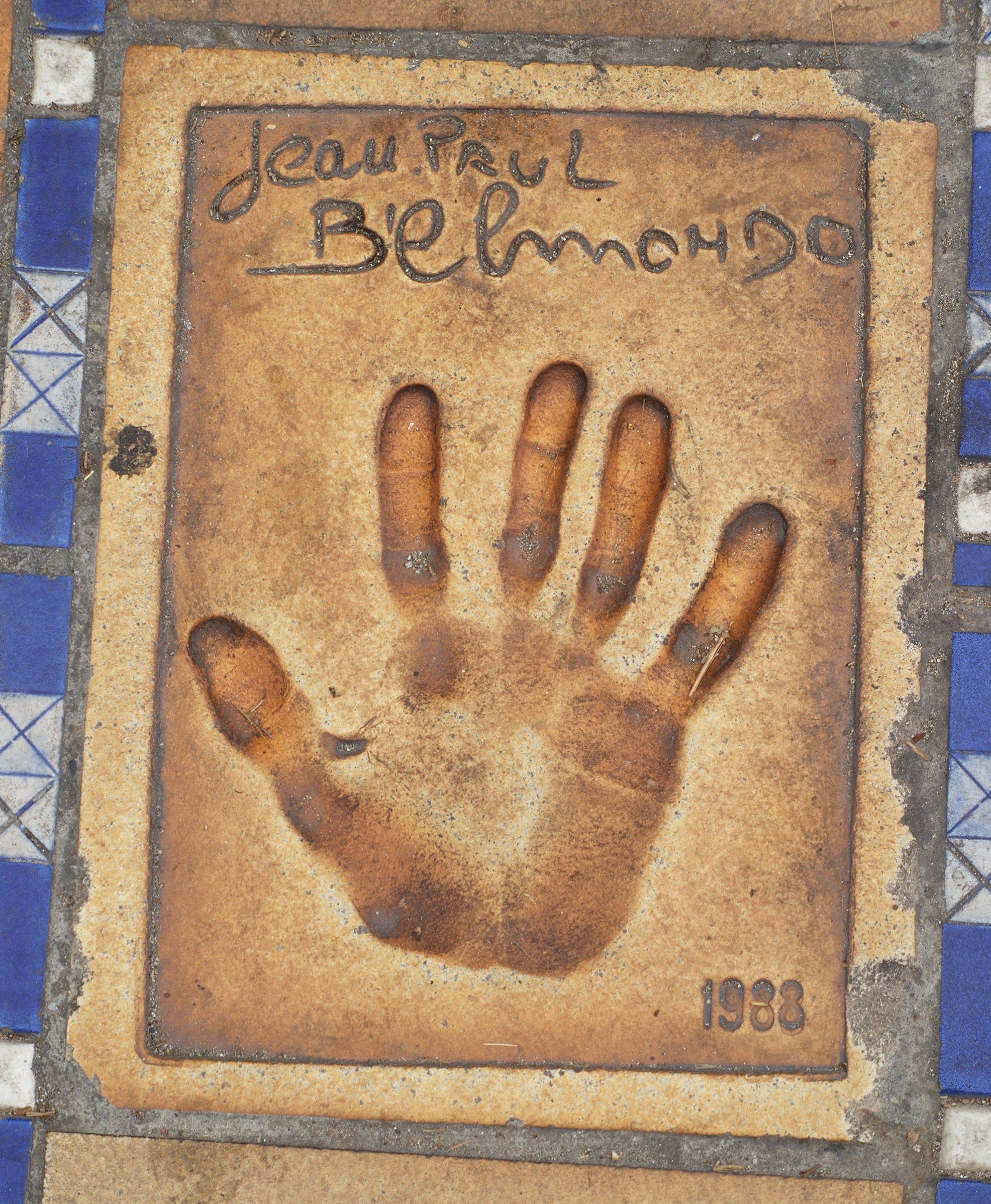
Handabdruck und Unterschrift Belmondos vor dem Palais des Festivals et des Congrès in Cannes

- 1989: César als Bester Hauptdarsteller für Der Löwe
- 1998: Goldene Kamera für sein Lebenswerk
- 2001: Actor’s Mission Art Film
- 2006: Commandeur des arts et des lettres
- 2007: Kommandeur der Ehrenlegion
- 2009: Career Achievement Award (Lebenswerk) der Los Angeles Film Critics Association
- 2011: Goldene Palme in Cannes für sein Lebenswerk
- 2012: Leopoldsorden
- 2016: Goldener Löwe in Venedig für sein Lebenswerk
- 2017: Preis für sein Lebenswerk bei der César-Verleihung